# Die Schaukel (Fragonard)
Die Schaukel (französisch L’Escarpolette) ist ein Gemälde des französischen Malers Jean-Honoré Fragonard. Alternativ findet es sich auch unter dem Titel Der glückliche Zufall mit der Schaukel (französisch Les hasards heureux de l’escarpolette). Das 1767 - 68 entstandene Ölgemälde ist eines der bekanntesten Werke des Künstlers und zählt darüber hinaus zu den bedeutendsten Werken des Rokokos.

## Beschreibung
Zentrales Motiv des Gemäldes ist eine junge Frau auf einer Schaukel, welche in ein elegantes, rosafarbenes Gewand gekleidet ist und einen Bergère trägt. Sie verliert bedingt durch die Schaukelbewegung und ihr ausgestrecktes Bein ihren linken Schuh. Zeitgleich ermöglicht sie einem jungen Mann, welcher sich in der linken unteren Ecke in ein Gebüsch gelegt hat, einen Blick unter ihr Kleid. Eine steinerne Putte direkt oberhalb des Mannes legt sich den Finger auf die Lippen und mahnt zum Schweigen. Hierbei handelt es sich um eine Anspielung auf den Drohenden Armor (französisch L’amour menaçant) von Falconet, der als Kopie auch von Madame de Pompadour in Auftrag gegeben wurde. Rechts hinter der Dame zieht ein weiterer, sitzender Mann an einem Seil, um ihr das Schaukeln zu ermöglichen. Zwei weitere Putten halten sich zwischen den beiden scheinbar besorgt in den Armen. Umgeben sind die Figuren von verschiedensten Büschen und Bäumen.

## Entstehung
Der Auftraggeber des Werkes kann heute nicht mehr mit Sicherheit bestimmt werden; es wird jedoch oftmals angenommen, dass es sich um François-David Bollioud de Saint-Julien gehandelt habe. Fest steht jedoch, dass Fragonard nicht die erste Wahl für diesen Auftrag war: Aus dem Tagebuch von Charles Collé geht hervor, dass zunächst Gabriel François Doyen beauftragt wurde; dieser lehnte jedoch ab. Er hatte im Jahr zuvor im Salon großen Beifall erhalten und wollte wohl mit einem solch skandalträchtigen Thema, welches ihn vermutlich von weiteren Aufträgen aus dem Umfeld des Salons ausgeschlossen hätte, nicht in Verbindung gebracht werden. Er empfahl seinem Auftraggeber, sich stattdessen an Fragonard zu wenden. Dieser zeigte sich zu diesem Zeitpunkt bereits unzufrieden mit den Limitationen der Salonmalerei und sein Stil entfernte sich davon zunehmend. Seine Aufträge erhielt er vorwiegend von privaten Sammlern, für die er kleinformatige Gemälde mit persönlichem Wert anfertigte. Hierzu passt, dass es sich laut Collés Tagebuch bei der jungen Dame um eine Geliebte des Auftraggebers handelte. Dieser bat außerdem darum, dass die Schaukel von einem Bischof angetrieben werde, was jedoch in der finalen Version des Gemäldes nicht enthalten ist. 

## Nachwirken
Fragonards Schaukel entstand in einer Phase des Umbruchs, und nicht nur die Schaukel selbst, sondern auch die verspielte Erotik sollte in weiteren seiner Werke als Motiv auftreten. Es existieren des Weiteren zwei Kopien des Gemäldes:
- Eine Kopie, vormals im Besitz von Edmond de Rothschild[3] soll die Dame mit einem blauen Kleid gezeigt haben.
- Eine kleinere Kopie befindet sich im Musée Lambinet.

## Provenienz
Das Gemälde wurde 1865 von Richard Seymour-Conway in Paris erworben. Seine Kunstsammlung stellte später die Grundlage für die Wallace Collection dar, welche das Werk bis heute ausstellt. Eine umfangreiche Restaurierung fand 2021 statt, da das Gemälde aufgrund seiner Bekanntheit nur selten abgenommen wurde und daher der Restaurierung bedurfte.